# СНАБ-3000 «Краб»
СНАБ-3000 «Краб» — первая советская управляемая авиационная бомба. Разработана в 1940-х годах на базе чертежей трофейной германской управляемой бомбы FX-1400. Имела инфракрасное самонаведение, предназначалась для точного поражения с большой высоты стационарных теплоконтрастных объектов (заводов, промышленных комплексов). Испытывалась в 1950-х, но продемонстрировала неудовлетворительные результаты и на вооружение принята не была.

## История
Разработка управляемых авиационных бомб в СССР началась вскоре после войны. Основой для программы стало изучение трофейных германских разработок. Особое внимание при этом привлекла радиоуправляемая авиационная бомба FX-1400, также известная как «Fritz-X». Предназначенная для нанесения ударов с горизонтальных бомбардировщиков по тяжелобронированным военным кораблям, бомба продемонстрировала свои возможности в 1943 году потоплением двумя попаданиями новейшего итальянского линкора «Roma», шедшего сдаваться на Мальту.
Трофейная бомба заинтересовала советских военных, но её подверженная радиопомехам аппаратура управления была сочтена неэффективной в современной боевой обстановке. Было принято решение разработать аналогичной конструкции бомбу, использующую инфракрасное самонаведение для поражения теплоконстрастных целей. В отличие от оригинала, бомбу предполагали применять против заводов, электростанций и крупных промышленных центров — активно излучающих тепло целей.

## Конструкция
Бомба «Краб» имела каплевидную обтекаемую форму, аналогичную немецкому оригиналу. В хвостовой части располагались окруженные коробчатой рамой стабилизаторы, а в центральной части корпуса — X-образное крыло. Управление снарядом осуществлялось с помощью расположенных как на стабилизаторах так и на крыльях интерцепторов.
В головной части бомбы располагалась головка самонаведения, состоявшая из двух сернисто-свинцовых фотоэлементов. Сканирование осуществлялось с помощью модулирующего диска, одним фотоэлементом — в вертикальной, другим в горизонтальной плоскости. Были разработаны две версии ГСН — 01-53 и 01-54, вторая из которых отличалась большей чувствительностью. Возможности ГСН позволяли захватить теплоизлучающую цель, соответствующую по излучению электростанции на контрастном фоне с дистанции в 9 км.
Поправки от ГСН поступали на размещенный в хвостовой части электрический автопилот, питаемый от аккумуляторной батареи.
Общий вес бомбы составлял приблизительно 3200 кг, из которых около 1285 приходилось на боевую часть.
Применению бомбы предшествовала тщательная наземная подготовка, в ходе которой определялись параметры боевого задания, устанавливался момент включения ГСН и параметры цели. В полёте, бомба закреплялась на внешней подвеске самолёта. Бомбардир с помощью обычного бомбардировочного прицела находил цель и за 5-8 минут до сброса активировал системы бомбы. После отделения от самолёта, бомба некоторое время падала под углом 50 градусов, стабилизируясь при помощи автопилота, после чего в расчетный момент времени включала ГСН и начинала поиск цели.

## Испытания
Первые испытания управляемой бомбы начались в 1950 году со сброса неуправляемых бомб с целью изучения их стабильности в полёте. По результатам бросковых испытаний в конструкцию были внесены изменения и в 1952 году начались испытания полностью снаряженных бомб с ИК ГСН.
Бомбы сбрасывались с бомбардировщика Ту-4 по имитаторам промышленных объектов, составленным из горящих костров. В качестве эталонов типовых объектов служили Щекинская теплоэлектроцентраль (ТЭЦ) в Тульской области, Краснодарский нефтеперегонный завод (НПЗ) и металлургический комбинат (МК) «Азовсталь» в Сталинской области, тепловое излучение которых было предварительно измерено и воспроизведено на макетах. Практические испытания продемонстрировали работоспособность автопилота, но выявили ряд проблем, не учтенных ранее — в частности, потерю бомбой управляемости вблизи цели из-за сильной тепловой засветки ГСН.
Доработанные бомбы, с установленными защитными диафрагмами, прошли испытания в 1953—1954 году. Практика показала, что бомба достаточно легко наводится на учебные мишени и КВО составляет при этом не более 75 метров. Тем не менее, бомба была сложна в эксплуатации, её сборка требовала почти 17 часов, а надёжность аппаратуры была довольно низкой.
К этому моменту, ввиду устаревания Ту-4 как носителя, испытания бомб продолжились на реактивном бомбардировщике Ту-16. При этом выявился ряд проблем, связанных с особенностями размещения крупногабаритных бомб на более скоростном реактивном самолёте. Инфракрасные ГСН бомб для успешного захвата цели требовали внешнего размещения, что существенно повышало аэродинамическое сопротивление и ухудшало лётные качества бомбардировщика. Выявились и новые проблемы с бомбой — её аэродинамика не была рассчитана на сброс с более скоростного самолета и при превышении скорости 0,9 М бомба начинала терять устойчивость.
В 1955 году была проведена серия испытаний со следующим результатом:
- из 2 бомб, сброшенных по цели максимальной яркости (имитирующей металлургический комбинат «Азовсталь») обе попали в цель с отклонением менее 11 м;
- из 12 бомб, сброшенных по цели средней яркости (имитирующей Краснодарский нефтеперегонный завод) лишь четыре упали в радиусе 41 метров от цели и ещё две — в радиусе 79 метров;
- из 4 бомб, сброшенных по цели минимальной яркости (имитирующей Щекинскую теплоэлектроцентраль) одна упала с неприемлемым отклонением в 85 метров, две не захватили цели, одна вышла из строя в полёте.

В результате испытаний было констатировано, что предъявляемые к бомбе требования не были выполнены. Бомба демонстрировала приемлемую точность только против очень ярких объектов, применение днем оказалось невозможным из-за слабой тепловой контрастности объектов на освещенной солнцем местности. Кроме того, по причине потери бомбой стабильности, высота сброса составляла 10000 метров — на 2000 метров ниже предполагаемой.
Согласно воспоминаниям участников, боеприпасы «Краб» также испытывались и со снаряжением из боевых радиоактивных веществ.
В 1956 году работы были прекращены.